# العليقي
العليقي هو أحد أنواع التمور التونسية ويوجد بالواحات الغربية من نفزاوة ومن بينها البرغوثية والجرسين. وهو في حجم بسر حلو ويفضل أن يؤكل عندما تكون الثمرة في حالة تحول من البسر إلى التمر أي ما يسمى محليا بـالطروفي بحيث يكون طرف الثمرة بسرا والطرف الآخر تمرا.